# Nazón de Breogán

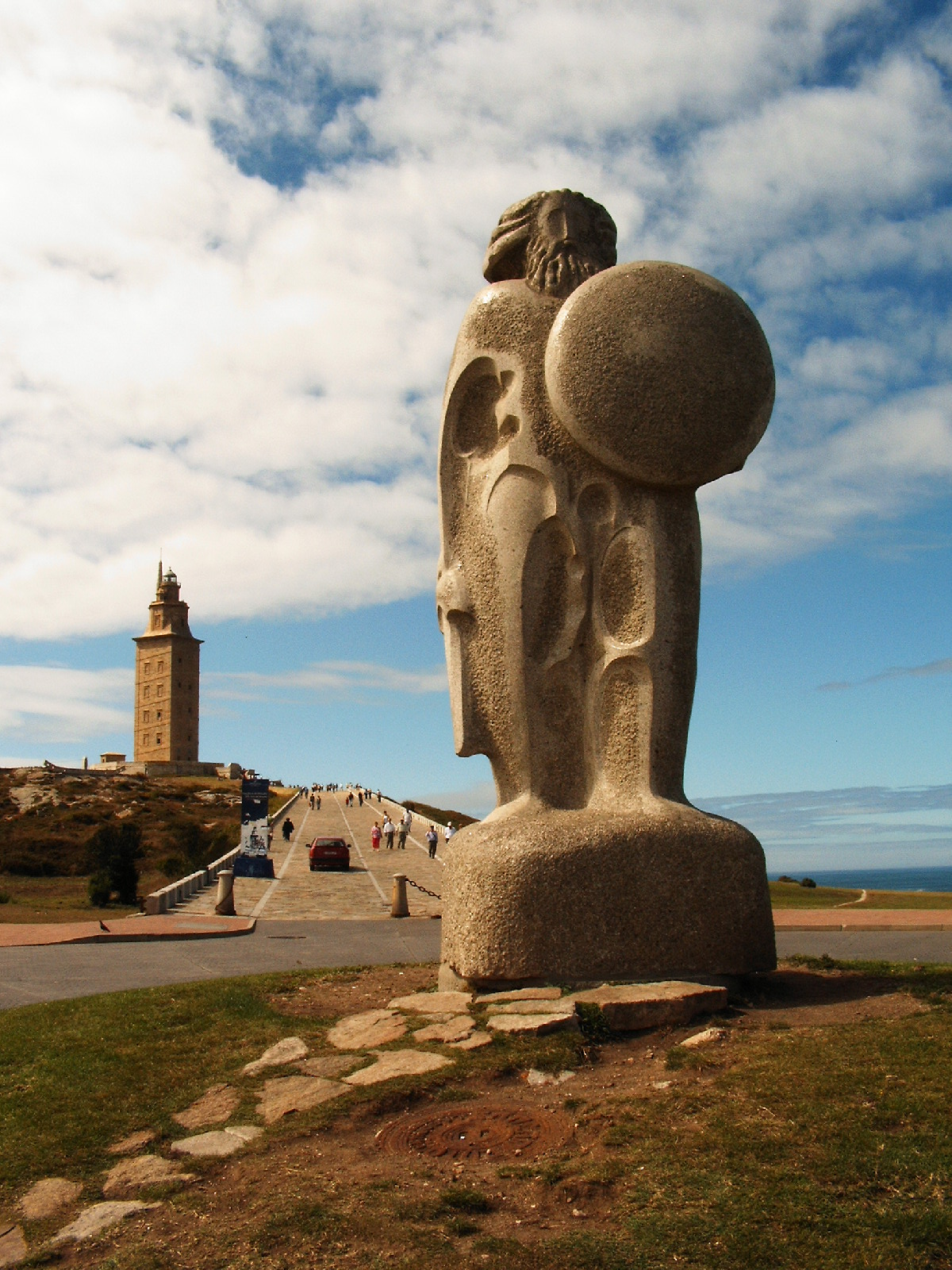
Estatua de Breogán, junto a la Torre de Hércules en La Coruña, actualmente Patrimonio de la Humanidad.

Nazón de Breogán en castellano Nación de Breogán es una expresión procedente del final de la sexta estrofa del poema Os Pinos de Eduardo Pondal, que constituye la letra del himno gallego.
Dentro de la mitología celtista de Pondal, inspirada en el Libro de las invasiones de Irlanda, Breogán habría sido un rey celta de Galicia en tiempos prehistóricos. En el poema, las expresiones Fogar de Breogán, Nazón de Breogán, Rexión de Breogán y Eidos de Breogán representan a Galicia.
Esta expresión, de profundo contenido nacionalista, motivó que la "segunda parte" del himno (estrofas tercera y cuarta) estuviera prohibida durante el franquismo.
La expresión ha suscitado controversia entre las distintas fuerzas políticas en Galicia: mientras los nacionalistas del Bloque Nacionalista Galego y el Partido dos Socialistas de Galicia-PSOE se han manifestado partidarios de incluirla en el  preámbulo de un nuevo Estatuto de Autonomía que sustituya al vigente de 1981, a fin de reforzar simbólicamente el carácter nacional de la Comunidad Autónoma, el Partido Popular de Galicia se ha mostrado contrario a tal inclusión.